# St. Bartholomäus (Grafenberg)

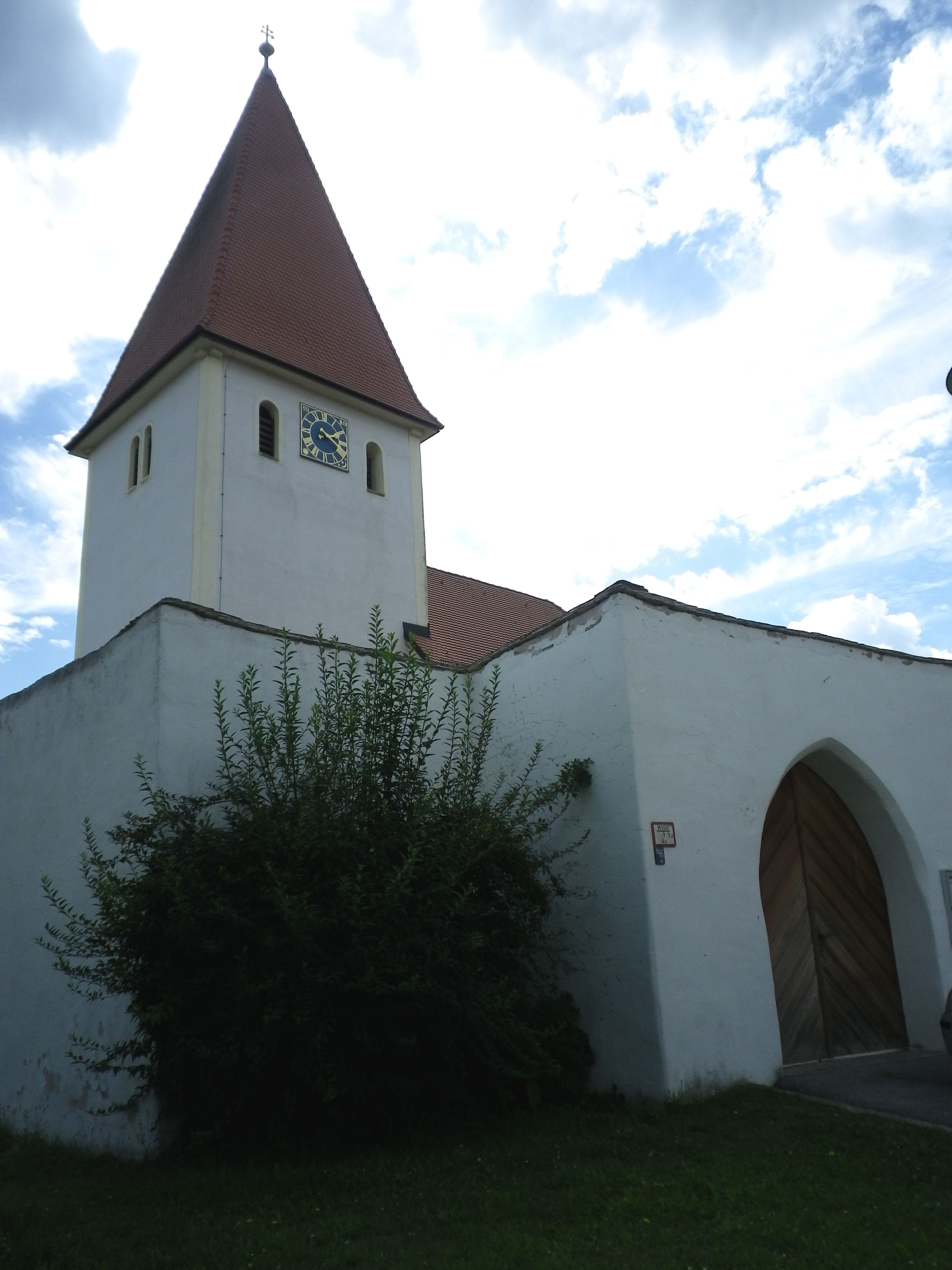
St. Bartholomäus (Grafenberg)

Die römisch-katholische Filialkirche St. Bartholomäus ist eine denkmalgeschützte Wehrkirche in Grafenberg, einem Gemeindeteil der Stadt Greding im Landkreis Roth (Mittelfranken, Bayern). Das Bauwerk ist unter der Denkmalnummer D-5-76-122-110 als Baudenkmal in der Bayerischen Denkmalliste eingetragen. Die Kirche gehört de facto zur Pfarrei St. Martin in Emsing des Bistums Eichstätt. Seit 1969 wird der Ort aber von St. Walburga in Morsbach betreut. Seitdem beide Pfarreien den Pfarrverband Juraalb-Anlautertal im Dekanat Eichstätt bilden, ist die Unterscheidung nicht mehr möglich.

## Beschreibung
Die Saalkirche wurde unter Verwendung der unteren Geschosse des mittelalterlichen Chorturms 1759 nach einem Entwurf von Giovanni Domenico Barbieri neu gebaut. Im 17. Jahrhundert wurde der Turm aufgestockt, um die Turmuhr und den Glockenstuhl für die drei Kirchenglocken unterzubringen, und mit einem Pyramidendach bedeckt. Der Innenraum des Langhauses und der des Chors, ims Erdgeschoss des Chorturms sind mit Flachdecken überspannt. Die Deckenmalereien sind neu. Zur Kirchenausstattung gehören der um 1720 gebaute Hochaltar und die um 1760 gebaute Kanzel.

## Orgel
Auf der Seite des Portals befindet sich eine Empore, auf der die Orgel steht. Sie hat 7 Register auf einem Manual und Pedal und wurde 1855 von Joseph Bittner gebaut. 1992 wurde die Orgel von WRK Orgelbau (München) restauriert. Die Disposition lautet wie folgt:
| I Manual C–c3 |    |
| Gedeckt       | 8′ |
| Gamba         | 8′ |
| Octav         | 4′ |
| Flöte         | 4′ |
| Octave        | 2′ |
| Mixtur II     | 1′ |

| Pedal C–f0 |    |
| Violonbass | 8′ |

- Koppel: I/P

## Glocken
Die Kirche besitzt aktuell drei Glocken.
| Nr. | Schlagton | Gussjahr | Glockengießer                    |
| --- | --------- | -------- | -------------------------------- |
| 1   | a′        | 1950     | Karl Czudnochowsky, Erding       |
| 2   | h′        | 1950     | Karl Czudnochowsky, Erding       |
| 3   | d″        | 1680     | Wolf Hieronymus Herold, Nürnberg |